# Dorothea Steiner

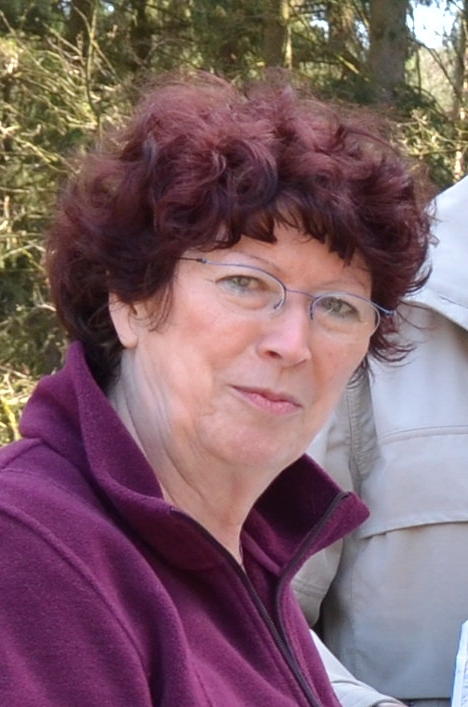
Dorothea Steiner (2011)

Dorothea Steiner (* 21. August 1948 in Schwandorf) ist eine ehemalige deutsche Politikerin (Bündnis 90/Die Grünen). Von 1998 bis 2008 war sie Mitglied des Niedersächsischen Landtages. Von 2009 bis 2013 gehörte sie dem Deutschen Bundestag an.

## Ausbildung und Beruf
Nach dem Abitur in Nürnberg studierte Steiner Romanistik, Politikwissenschaft und Geschichte an der Freien Universität Berlin. Nach dem 1. Staatsexamen 1976 machte sie eine Lehrerausbildung und absolvierte 1978 ihr 2. Staatsexamen in Osnabrück. 1979/80 arbeitete sie als Buchhändlerin und war von 1980 bis 1998 als Gymnasiallehrerin in Osnabrück tätig.

## Politik
Seit 1986 ist Steiner Mitglied der Grünen. Von 1992 bis 1999 gehörte sie dem Rat der Stadt Osnabrück an: von 1993 bis 1998 war sie Vorsitzende der dortigen Grünen-Fraktion. Von 1998 bis 2008 war sie Mitglied des Niedersächsischen Landtags. Zudem ist sie Mitglied der Gewerkschaft Erziehung und Wissenschaft und von ver.di.
Bei der Bundestagswahl 2009 zog sie über die Landesliste Niedersachsen in den Deutschen Bundestag ein. Sie gehörte dem Ausschuss für Umwelt, Naturschutz und Reaktorsicherheit an und war umweltpolitische Sprecherin ihrer Fraktion. Bei der Bundestagswahl 2013 gelang ihr der Wiedereinzug nicht.
Steiner war von 2007 bis 2010 Landesvorsitzende der niedersächsischen Grünen. Dieses Amt übte sie ab 2009 gemeinsam mit Stefanie Henneke aus.